# Liudmila Gureieva
Liudmila Nikolaievna Gureieva (en rus Людмила Николаевна Гуреева; Odessa, RSS d'Ucraïna, 12 de febrer de 1943 - Moscou, 4 d'octubre de 2017) va ser una jugadora de voleibol soviètica que va competir durant les dècades de 1960 i 1970.
El 1964 va prendre part en els Jocs Olímpics de Tòquio, on guanyà la medalla de plata en la competició de voleibol.
A nivell de clubs jugà al Burovestniek Odessa i al CSKA de Moscou. Guanyà la lliga soviètica set vegades (1961, 1965-1969, 1974) i la Copa d'Europa de voleibol de 1966 i 1967.